# Masafumi Takada
Masafumi Takada (高田 雅史) é um compositor japonês de músicas de vídeo game. Seus trabalhos mais notáveis incluem os jogos killer7 e No More Heroes. Em 2007, Masafumi Takada foi um dos 36 compositores escolhidos por Masahiro Sakurai para compor a trilha do jogo Super Smash Bros. Brawl.

## Discografia

### Álbuns
- killer7 Original Sound Track (2005)
- GOD TRACKS! (2006)
- Biohazard: The Umbrella Chronicles Original Sound Track (2007)
- No More Heroes Original Sound Tracks (2008)
- No More Heroes Sound Tracks: Dark Side (Contribuiu em "ANY MORE" (RX-Ver.S.P.L.)) (2008)
- 電人K (Contribuiu num remix de "QUANTUM TELEPORTATION" para o álbum de Toshiyuki Kakuta) (2008)

### Trilha sonora de video games
- The Silver Case (1999)
- Flower, Sun, and Rain (2001)
- Robot Alchemic Drive (2002)
- The Chikyuu Boueigun (2003)
- Michigan (2005)
- killer7 (com Jun Fukuda) (2005)
- Chikyuu Boueigun 2 (2005)
- Samurai Champloo: Sidetracked (2005)
- Chōsōjū Mecha MG (2006)
- God Hand (2006)
- Chikyuu Boueigun 3 (2006)
- Beatmania IIDX (Contribuiu em "IceCube Pf.(RX-Ver.S.P.L.)" para beatmaniaIIDX 12 HAPPY SKY CS [1] , "WaterCube Pf.(RX-Ver.S.P.L.)" para beatmaniaIIDX 13 DistorteD CS  [2] e PentaCube Gt.(RX-Ver.S.P.L.) para beatmaniaIIDX 14 GOLD CS. (2006, 2007, 2008, respetivamente)
- Resident Evil: The Umbrella Chronicles (2007)
- No More Heroes (2007)
- Super Smash Bros. Brawl (Contribuiu em "Ending (Yoshi's Story)", "Marionation Gear", "Shin Onigashima," entre outros.)[3] (2008)
- Fatal Frame IV (2008)
- Danganronpa (2010, 2012, 2017)
- Master Detective Archives: RAIN CODE (2023)